# Kodeks 0304
Kodeks 0304 (Gregory-Aland no. 0304) – grecki kodeks uncjalny Nowego Testamentu na pergaminie, datowany metodą paleograficzną na IX wiek. Rękopis jest przechowywany w Paryżu. Tekst rękopisu nie jest wykorzystywany we współczesnych wydaniach  greckiego Nowego Testamentu.

## Opis
Zachował się fragment 1 pergaminowej karty rękopisu, z greckim tekstem  Dzieje Apostolskie (6,5-7.13). Karta kodeksu ma rozmiar 24 na 17 cm. Tekst jest pisany dwoma kolumnami na stronę, 31 linijek tekstu na stronie.

## Historia
Rękopis został nabyty przez Colberta we wrześniu 1679 roku. Rękopis został opisany przez Omonta w 1886 roku. INTF datuje rękopis 0304 na IX wiek .
Fragment nie jest cytowany w wydaniach greckiego Nowego Testamentu Nestle-Alanda (NA28). Nie jest cytowany w czwartym wydaniu Zjednoczonych Towarzystw Biblijnych (UBS4).
Rękopis jest przechowywany we  Francuskiej Bibliotece Narodowej (Gr. 1126 VII, fol. 160) w Paryżu .